# Vuelve el hombre
Vuelve el Hombre fue el tercer álbum de la banda viguesa Semen Up.
Publicado en 1985 fue el primero que el grupo bajo el sello Twins y contó con la participación de dos nuevos miembros: Javier Martínez a la batería y Luís García al bajo.

## Lista de canciones
1. Dame calor
2. No te olvidé
3. Tu novia está loca
4. Guapa!!
5. Pido discreción
6. Vuelve el hombre